# Atletism la Jocurile Olimpice de vară din 2020 - 400 m garduri (masculin)
Proba de 400 de metri garduri masculin de la Jocurile Olimpice de vară din 2020 a avut loc în perioada 30 iulie-3 august 2021 pe Stadionul Național al Japoniei.

## Recorduri
Înaintea acestei competiții, recordurile mondiale și olimpice erau următoarele:
| Record  | Atlet             | Timp (s) | Loc              | Data          |
| ------- | ----------------- | -------- | ---------------- | ------------- |
| Mondial | Kevin Young (USA) | 46,78    | Barcelona, Spain | 6 august 1992 |
| Olimpic | Kevin Young (USA) | 46,78    | Barcelona, Spain | 6 august 1992 |

## Program
Orele sunt ora Japoniei (UTC+9) 
| Data                    | Oră   | Etapă      |
| ----------------------- | ----- | ---------- |
| Vineri, 30 iulie 2021   | 09:00 | Calificări |
| Duminică, 1 august 2021 | 19:00 | Semifinale |
| Marți, 3 august 2021    | 12:00 | Finala     |

## Rezultate

### Calificări
S-au calificat în semifinale primii patru atleți din fiecare serie (C) și următorii atleți cu cei mai buni 4 timpi (c). 

#### Seria 1
| Loc | Culoar | Atlet               | Țară            | Reacție | Timp  | Note  |
| --- | ------ | ------------------- | --------------- | ------- | ----- | ----- |
| 1   | 2      | Abderrahman Samba   | Qatar           | 0,200   | 48,38 | C     |
| 2   | 6      | Alison dos Santos   | Brazilia        | 0,152   | 48,42 | C     |
| 3   | 8      | Abdelmalik Lahoulou | Algeria         | 0,149   | 48,83 | C, SB |
| 4   | 4      | Kemar Mowatt        | Jamaica         | 0,139   | 49,06 | C     |
| 5   | 5      | Ludvy Vaillant      | Franța          | 0,152   | 49,23 | c     |
| 6   | 7      | Máté Koroknai       | Ungaria         | 0,151   | 49,80 |       |
| 7   | 3      | Chen Chieh          | Taipeiul Chinez | 0,158   | 50,96 | SB    |

#### Seria 2
| Loc | Culoar | Atlet                 | Țară                       | Reacție | Timp  | Note |
| --- | ------ | --------------------- | -------------------------- | ------- | ----- | ---- |
| 1   | 4      | Jaheel Hyde           | Jamaica                    | 0,184   | 48,54 | C    |
| 2   | 7      | Kenneth Selmon        | Statele Unite ale Americii | 0,185   | 48,61 | C    |
| 3   | 8      | Hiromu Yamauchi       | Japonia                    | 0,184   | 49,21 | C    |
| 4   | 9      | Constantin Preis      | Germania                   | 0,215   | 49,73 | C    |
| 5   | 6      | Creve Armando Machava | Mozambic                   | 0,159   | 50,37 | SB   |
| 6   | 2      | Mohamed Amine Touati  | Tunisia                    | 0,152   | 50,58 |      |
| 7   | 5      | Sergio Fernández      | Spania                     | 0,152   | 51,51 |      |
| 8   | 3      | Ned Azemia            | Seychelles                 | 0,151   | 51,67 |      |

#### Seria 3
| Loc | Culoar | Atlet              | Țară       | Reacție | Timp  | Note  |
| --- | ------ | ------------------ | ---------- | ------- | ----- | ----- |
| 1   | 8      | Karsten Warholm    | Norvegia   | 0,157   | 48,65 | C     |
| 2   | 7      | Thomas Barr        | Irlanda    | 0,147   | 49,02 | C     |
| 3   | 3      | Alessandro Sibilio | Italia     | 0,126   | 49,11 | C     |
| 4   | 4      | Luke Campbell      | Germania   | 0,145   | 49,19 | C, SB |
| 5   | 5      | Wilfried Happio    | Franța     | 0,152   | 49,39 | c     |
| 6   | 6      | Márcio Teles       | Brazilia   | 0,154   | 49,70 | SB    |
| 7   | 2      | Gerald Drummond    | Costa Rica | 0,183   | 49,92 |       |

#### Seria 4
| Loc | Culoar | Atlet           | Țară                       | Reacție | Timp  | Note  |
| --- | ------ | --------------- | -------------------------- | ------- | ----- | ----- |
| 1   | 2      | Kyron McMaster  | Insulele Virgine Britanice | 0,184   | 48,79 | C     |
| 2   | 5      | Yasmani Copello | Turcia                     | 0,188   | 49,00 | C     |
| 3   | 4      | Shawn Rowe      | Jamaica                    | 0,157   | 49,18 | C, SB |
| 4   | 6      | David Kendziera | Statele Unite ale Americii | 0,192   | 49,23 | C     |
| 5   | 8      | Joshua Abuaku   | Germania                   | 0,169   | 49,50 | c, SB |
| 6   | 3      | Kazuki Kurokawa | Japonia                    | 0,154   | 50,30 |       |
| 7   | 7      | Jordin Andrade  | Republica Capului Verde    | 0,202   | 50,64 |       |

#### Seria 5
| Loc | Culoar | Atlet             | Țară                       | Timp  | Reacție | Note  |
| --- | ------ | ----------------- | -------------------------- | ----- | ------- | ----- |
| 1   | 6      | Rai Benjamin      | Statele Unite ale Americii | 0,209 | 48,60   | C     |
| 2   | 4      | Rasmus Mägi       | Estonia                    | 0,160 | 48,73   | C     |
| 3   | 3      | Sokwakhana Zazini | Africa de Sud              | 0,147 | 49,51   | C, SB |
| 4   | 7      | Nick Smidt        | Olanda                     | 0,181 | 49,55   | C     |
| 5   | 3      | Vít Müller        | Cehia                      | 0,143 | 49,59   | c     |
| 6   | 8      | Takatoshi Abe     | Japonia                    | 0,166 | 49,98   |       |
| 7   | 5      | M. P. Jabir       | India                      | 0,167 | 50,77   |       |

### Semifinale
S-au calificat în finală primii doi atleți din fiecare semifinală (C) și următorii atleți cu cei mai buni 2 timpi (c). 

#### Semifinala 1
| Loc | Culoar | Atlet             | Țară                       | Reacție | Timp  | Note  |
| --- | ------ | ----------------- | -------------------------- | ------- | ----- | ----- |
| 1   | 7      | Karsten Warholm   | Norvegia                   | 0,156   | 47,30 | C     |
| 2   | 5      | Rai Benjamin      | Statele Unite ale Americii | 0,184   | 47,37 | C     |
| 3   | 4      | Yasmani Copello   | Turcia                     | 0,183   | 47,88 | c, SB |
| 4   | 6      | Thomas Barr       | Irlanda                    | 0,151   | 48,26 | SB    |
| 5   | 9      | Kemar Mowatt      | Jamaica                    | 0,166   | 48,95 |       |
| 6   | 8      | Sokwakhana Zazini | Africa de Sud              | 0,150   | 48,99 | SB    |
| 7   | 3      | Ludvy Vaillant    | Franța                     | 0,162   | 49,02 | SB    |
| 8   | 2      | Joshua Abuaku     | Germania                   | 0,179   | 49,93 |       |

#### Semifinala 2
| Loc | Culoar | Atlet              | Țară                       | Reacție | Timp  | Note  |
| --- | ------ | ------------------ | -------------------------- | ------- | ----- | ----- |
| 1   | 7      | Alison dos Santos  | Brazilia                   | 0,171   | 47,31 | C, RC |
| 2   | 5      | Abderrahman Samba  | Qatar                      | 0,188   | 47,47 | C, SB |
| 3   | 4      | Alessandro Sibilio | Italia                     | 0,123   | 47,93 | c, PB |
| 4   | 6      | Kenneth Selmon     | Statele Unite ale Americii | 0,225   | 48,58 |       |
| 5   | 8      | Luke Campbell      | Germania                   | 0,153   | 48,62 | PB    |
| 6   | 9      | Shawn Rowe         | Jamaica                    | 0,204   | 48,83 | PB    |
| 7   | 2      | Nick Smidt         | Olanda                     | 0,164   | 49,35 | SB    |
| 8   | 3      | Vít Müller         | Cehia                      | 0,145   | 49,69 |       |

#### Semifinala 3
| Loc | Culoar | Atlet               | Țară                       | Reacție | Timp    | Note  |
| --- | ------ | ------------------- | -------------------------- | ------- | ------- | ----- |
| 1   | 7      | Kyron McMaster      | Insulele Virgine Britanice | 0,179   | 48,26   | C     |
| 2   | 6      | Rasmus Mägi         | Estonia                    | 0,156   | 48,36   | C, RN |
| 3   | 9      | David Kendziera     | Statele Unite ale Americii | 0,190   | 48,67   |       |
| 4   | 2      | Constantin Preis    | Germania                   | 0,186   | 49,10   |       |
| 5   | 5      | Abdelmalik Lahoulou | Algeria                    | 0,125   | 49,14   |       |
| 6   | 8      | Hiromu Yamauchi     | Japonia                    | 0,192   | 49,35   |       |
| 7   | 3      | Wilfried Happio     | Franța                     | 0,130   | 49,49   |       |
| 8   | 4      | Jaheel Hyde         | Jamaica                    | 0,159   | 1:27,38 |       |

### Finala
| Loc | Culoar | Atlet              | Țară                       | Reacție | Timp  | Note |
| --- | ------ | ------------------ | -------------------------- | ------- | ----- | ---- |
| 1   | 6      | Karsten Warholm    | Norvegia                   | 0,145   | 45,94 | RM   |
| 2   | 5      | Rai Benjamin       | Statele Unite ale Americii | 0,168   | 46,17 | RC   |
| 3   | 7      | Alison dos Santos  | Brazilia                   | 0,156   | 46,72 | RC   |
| 4   | 4      | Kyron McMaster     | Insulele Virgine Britanice | 0,157   | 47,08 | RN   |
| 5   | 8      | Abderrahman Samba  | Qatar                      | 0,186   | 47,12 | SB   |
| 6   | 3      | Yasmani Copello    | Turcia                     | 0,166   | 47,81 | RN   |
| 7   | 9      | Rasmus Mägi        | Estonia                    | 0,167   | 48,11 | RN   |
| 8   | 2      | Alessandro Sibilio | Italia                     | 0,144   | 48,77 |      |